# Карлајл-Роклиџ (Алабама)
Карлајл-Роклиџ (енгл. Carlisle-Rockledge) насељено је место без административног статуса у америчкој савезној држави Алабама.

## Демографија
По попису из 2010. године број становника је 2.137.
| Група             | 2000.    | 2010.         |
| Белци             | 0 (0,0%) | 2.007 (93,9%) |
| Афроамериканци    | 0 (0,0%) | 20 (0,9%)     |
| Азијати           | 0 (0,0%) | 3 (0,1%)      |
| Хиспаноамериканци | 0 (0,0%) | 66 (3,1%)     |
| Укупно            | 0        | 2.137         |